# Семичастное (Калужская область)
Семичастное — деревня в Думиничском районе Калужской области России.

## История
Деревня образовалась после того, как владелец Брынского завода Алексей Никитич Демидов разрешил старообрядцам с. Толстошеево селиться на землях, освобожденных от дубового леса (дубы выжигали на уголь для доменных печей). Дата её основания — между 1776 (когда собирались данные для Атласа Калужского наместничества) и 1786, когда А. Н. Демидов умер.
Деревня располагалась по обе стороны дороги Сухиничи-Зимницы-Людиново. Первоначально называлась Новоселье, Выселки, Толстошеево-Выселки.
С 1819 владельцами деревни были брынская помещица Е. А. Рябинина, вдова обер-провиантмейстера И. М. Олонкина Анастасия Михайловна Олонкина (ум. 1841) и Яблочковы — как кредиторы Алексея Демидова. Большинство жителей работало на Брынской суконной фабрике.
В 1859 в деревне числится 71 крестьянский двор, 591 житель.
С 1861 г. д. Толстошеево-Выселки входила в Брынскую волость. Деревню Толстошеево часто путали с одноименным селом, и с 1850-х гг. всё большее распространение получало её современное название — Семичастное. Оно связано с большим числом её землевладельцев: Е. А. Рябинина и её наследники; Яблочковы и сестры Мария Петровна Шпигельберг и Мелания Петровна Эндогурова (ум.1869) (урожденные Олонкины — внучки Ивана Малофеевича Олонкина).
В книге «Волости и важнейшие селения Европейской России. Выпуск 1.» (1880 г.) сказано: Толстошеево (Семичастное) — деревня бывшая владельческая, дворов 84, жителей 637, молитвенный дом.
В 1881 владельцем 385 десятин земли при дд. Семичастное и Котовичи числится жиздринский купец Семён Ефимович Соловьев.
С 1880-х в районе деревень Семичастное и Рукав был рудник по добыче бурого железняка, принадлежавший брынской помещице Наталье Владимировне Толстой. На руднике работало до 400 человек.

Братская могила

По переписи 1897 г. в Семичастном числится 668 жителей, из них 638 старообрядцев.

Братская могила, май 2017 г.

В 1911 поместье (хутор) близ д. Семичастное приобрел владелец Думиничского эмальзавода Карл Готлиб (Богдан) Молль. Эти земельные владения были национализированы в 1926 г.
С нач 1920-х гг. Семичастное — центр сельсовета (до июня 1954), в который также входили деревни Плоцкое, Никитинка, Дикроновка (Александровка), поселки Бахмут, Тургень, Зеленый Дубок.
В 1930—1931 образованы сельхозартели им. Жданова и «Красный Борец». Потом они объединились в колхоз «Красное Семичастное».
В 1940—146 дворов.
Деревня Семичастное была оккупирована фашистами с 5 октября 1941 по нач. января 1942 и с 22 января по 2 апреля 1942, освобождена 5-м гв. ск 16-й армии.
С 1950 — колхоз им. Кагановича, в 1957 переименован в им. Ленина. В 1965 объединен с брынским колхозом им. Куйбышева и реорганизован в совхоз «Брынский».
2013 г. — 44 домовладения. В сентябре подведен природный газ (линия Брынь-Семичастное-Плоцкое).